# Hyles reverdini
Hyles reverdini är en fjärilsart som beskrevs av Stauder. 1913. Hyles reverdini ingår i släktet Hyles och familjen svärmare. Inga underarter finns listade i Catalogue of Life.